# BFW CL.I
O BFW CL.I foi um protótipo de caça de escolta alemão da Primeira Guerra Mundial.

## Projeto e desenvolvimento
O CL.I voou pela primeira vez em abril de 1918, sendo considerado inferior em desempenho se comparado ao Hannover CL.V. Desta forma, algumas melhorias foram feitas e a aeronave retornou para a BFW, sendo equipada com uma fuselagem mais leve e sendo redesignada para CL.Ia. Os resultados dos testes efetuados em 14 de setembro de 1918 foram declarados insatisfatórios. A BFW começou um novo projeto do CL.Ia para produzir uma aeronave completamente nova, o CL.III, da qual um único protótipo foi construído, não sendo voado devido o armistício de novembro de 1918. Um desenvolvimento adicional do BFW CL.III, o CL.IV, permaneceu apenas em projeto.
O segundo protótipo do CL.I (conhecido como Type 18 pela BFW) recebeu um motor de seis cilindros em linha MAN Mana III com 175 hp (130 kW) e foi designado CL.II, efetuando voos de teste em julho de 1918.

## Variantes
CL.I(designação da empresa BFW type 17) projeto inicial; duas aeronaves construídas.
CL.Iacom uma fuselagem mais leve; uma convertida de um CL.I.
CL.II(designação da empresa BFW type 18) um dos CL.I equipado com um motor MAN Mana III de 175 hp (130 kW).
CL.IIInovo projeto baseado no CL.Ia; uma aeronave construída.
CL.IVdesenvolvimento futuro, não concluído antes do armistício.